# White Ash Brook
Der White Ash Brook ist ein Wasserlauf in Lancashire, England. Er entsteht als Lottice Brook nordöstlich von Belthorn und fließt in nördlicher Richtung, bis er sich an der Brücke der Haslingden Old Road über den M65 motorway nach Osten wendet. Er fließt unter der B6234 road in Oswaldwistle und wendet sich nach Norden, wobei er dann seinen Namen zum White Ash Brook ändert. Unter diesem Namen bildet er bei seinem Zusammentreffen mit dem Tinker Brook den Hyndburn Brook.